# Biezenknoppen
Biezenknoppen (Juncus conglomeratus, synoniem: Juncus subuliflorus) is een dichte pollen vormende, meerjarige plant die behoort tot de russenfamilie (Juncaceae). Het is een plant van natte, zure grond; in schraalgraslanden, duinvalleien, afgravingen, op natte heipaden en op kapvlakten. De soort staat op de Nederlandse Rode lijst van planten als algemeen voorkomend en stabiel of toegenomen. De plant komt van nature voor in Europa, Noord-Afrika, West-Azië en is van daaruit verspreid naar Noord-Amerika.
De plant wordt 20-100 cm hoog, vormt een kort, gedrongen wortelstok en heeft een dofgroene stengel met ononderbroken merg en twintig tot vijftig ruwe ribben. De doflichtbruine, schedeachtige bladeren zitten onderaan de plant.
Biezenknoppen bloeit in mei en juni. De schede van het stengelachtige schutblad is door de weinig ingerolde randen vrij breed. De 2-4 cm lange bloeiwijze is meestal een tot een kluwen ineengedrongen pluim.
De glanzend roodbruine vrucht is een doosvrucht. Op de ingedeukte top van de vrucht zit op een verhoging het restant van de stijl. De iets kleverige vrucht wordt door dieren verspreid.

## Bloemdiagram

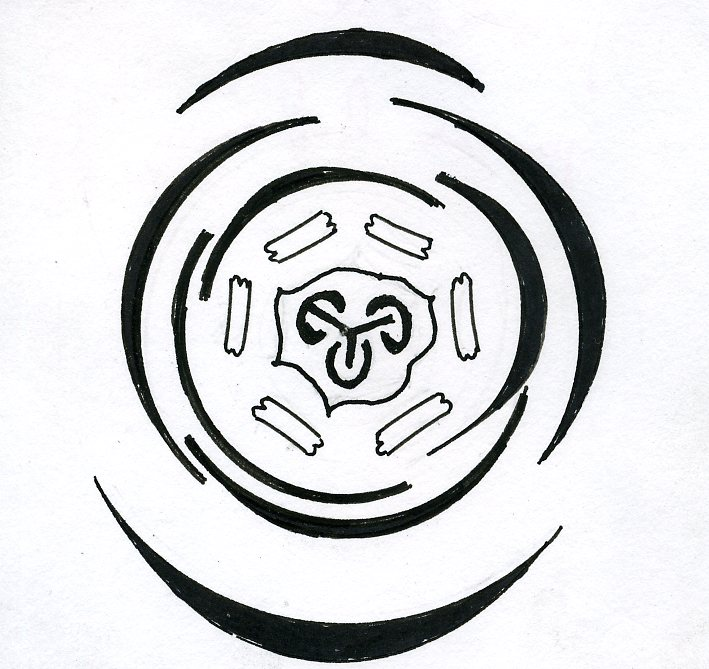
Bloemdiagram van de rus Juncus

## Plantensociologie
Biezenknoppen is een kensoort van de pijpenstrootje-orde (Molinietalia) en voor het onderliggende verbond van biezenknoppen en pijpenstrootje (Junco-Molinion), een verbond van plantengemeenschappen van soortenrijke, vochtige graslanden op matig voedselrijke bodems.